# Wacław Stefan Lewandowski

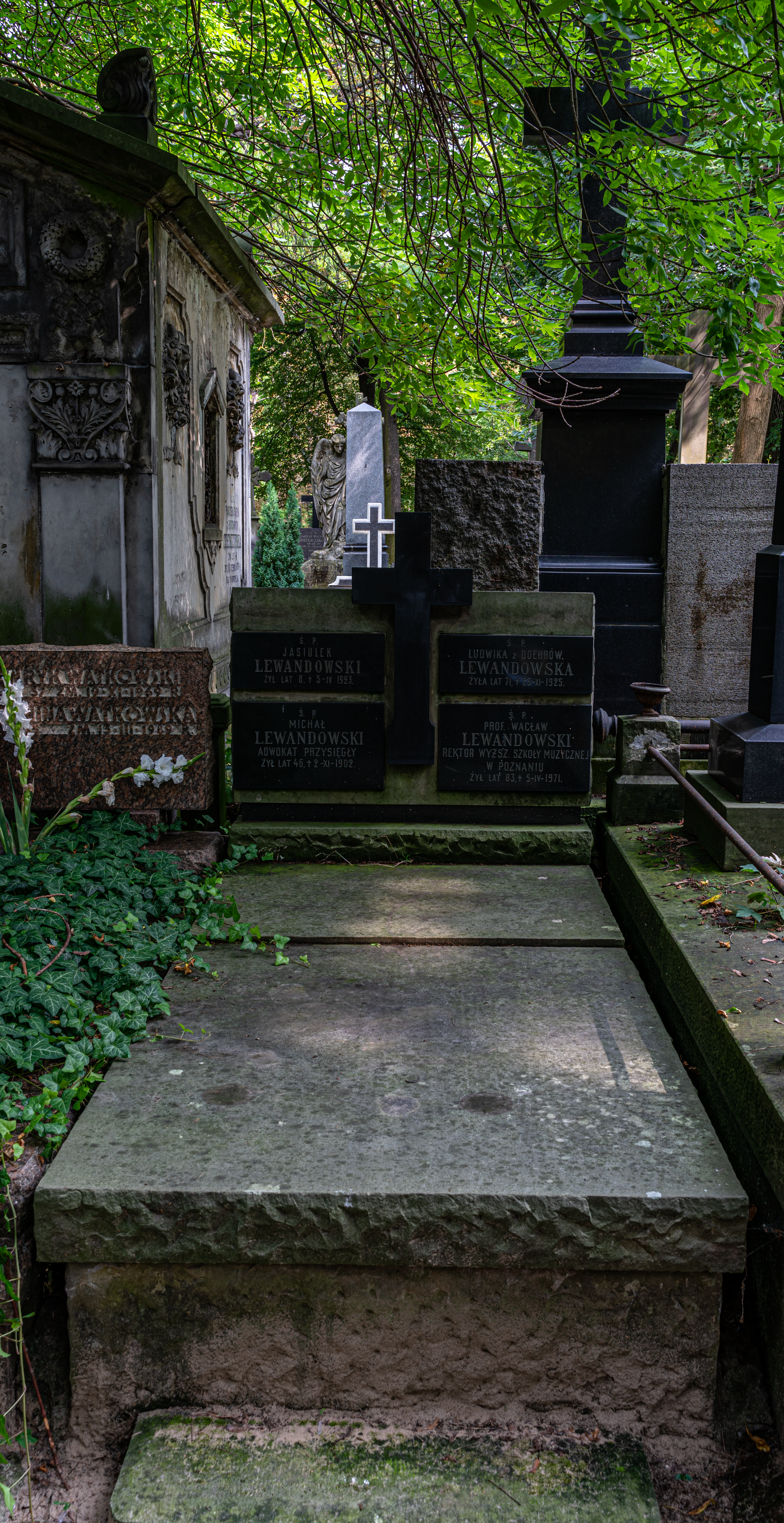
Grób Wacława Stefana Lewandowskiego na cmentarzu Powązkowskim w Warszawie

Wacław Stefan Lewandowski (ur. 14 kwietnia 1888 w Warszawie, zm. 5 kwietnia 1971 w Poznaniu) – pianista, rektor PWSM w Poznaniu.

## Życiorys
Wacław Stefan Lewandowski urodził się w rodzinie Michała, adwokata, i Ludwiki z domu Doehr. W Szwajcarii w St. Gallen od 1905 był studentem wyższej szkoły handlowej, a następnie w Warszawie rozpoczął studia muzyczne u J. Oberfelta i J. Śliwińskiego. W Lipsku od 1912 był studentem konserwatorium muzycznego oraz w 1914 otrzymał dyplom w klasie gry fortepianowej J. Pembaura. Podczas I wojny światowej podjął w Warszawie działalność pedagogiczną, kontynuując ją od 1918 do 1937 w łódzkim Konserwatorium Muzycznym, w którym był także prezesem Towarzystwa Muzycznego. Jednocześnie w lwowskim i toruńskim konserwatorium uczył gry na fortepianie. Był również w okresie międzywojennym znanym i cenionym pianistą, który posiadał bogaty repertuar estradowy. Od 1937 związał się z Poznaniem, gdzie w początkowym okresie był wykładowcą w Państwowym Konserwatorium Muzycznym, a od 1945 docentem w Państwowej Wyższej Szkole Muzycznej. Kierownik Katedry Fortepianu od 1958, a rektor tej uczelni od 1951 do 1961. W 1945 zorganizował w mieście Państwową Średnią Szkołę Muzyczną i był jej dyrektorem do 1948. Od 1938 do 1939 i od 1945 do 1947 był w Bydgoszczy nauczycielem w średniej szkole muzycznej. Przez kilka lat po wojnie kontynuował karierę estradową. Koncertował między innymi w Poznaniu, Bydgoszczy i Łodzi. Wykształcił wielu pianistów między innymi: Artur Balsam, Edmund Rezler, Lucjan Galon, Bogusław Madey, Teresa Rutkowska. 
Na emeryturę przeszedł w 1961. 
Jego żoną była Helena Kowalewska (ur. 1908), wykładowca w Państwowym Konserwatorium Muzycznym w Poznaniu od 1930 do 1939 i mieli trójkę dzieci: Hannę (ur. 1926), Andrzeja (ur. 1928) i Monikę (ur. 1941).
Zmarł w Poznaniu. Pochowany na cmentarzu Powązkowskim w Warszawie (kwatera 42-2-24).

## Ordery i odznaczenia
- Złoty Krzyż Zasługi (22 lipca 1952)[6]
- Medal 10-lecia Polski Ludowej (28 lutego 1955)[7]